# Nomada mimus
Nomada mimus är en biart som först beskrevs av Cockerell 1916.  Nomada mimus ingår i släktet gökbin, och familjen långtungebin. Inga underarter finns listade i Catalogue of Life.